# Treenighetens katedral, Birsk
Treenighetens katedral (ryska: Троицкий собор; translitteration: Tsroitskij sobor) är en rysk-ortodox kyrkobyggnad belägen i staden Birsk, i delrepubliken Basjkirien, i den östliga delen av europeiska Ryssland.
Kyrkan är helgad åt Treenigheten och tillhör Birsks stift.

## Historik
Tillståndet att bygga Treenighetens katedral i Birsk godkändes år 1835. Den 7 september 1840 invigdes kyrkans högra sidokapell och det vänstra invigdes den 18 januari 1841. Huvudaltaret invigdes den 31 maj 1842.
1880 målades katedralen.
1937 stängdes katedralen ned, då klocktornet revs och huvudklockan beslagtogs.
1956 började kupolen läcka, vilket ledde till att den fick rivas.
Under 2000-talet påbörjades restaureringar av katedralen och 2007 började kupolen byggas. 2008 avbröts arbetet. I januari 2013 påbörjades det igen och den 3 april lades grundstenen till klocktornet och samma år restes den större kupolen.
Den 8 januari 2015, på 78 år, hölls den första en liturgi i katedralen.

## Bilder

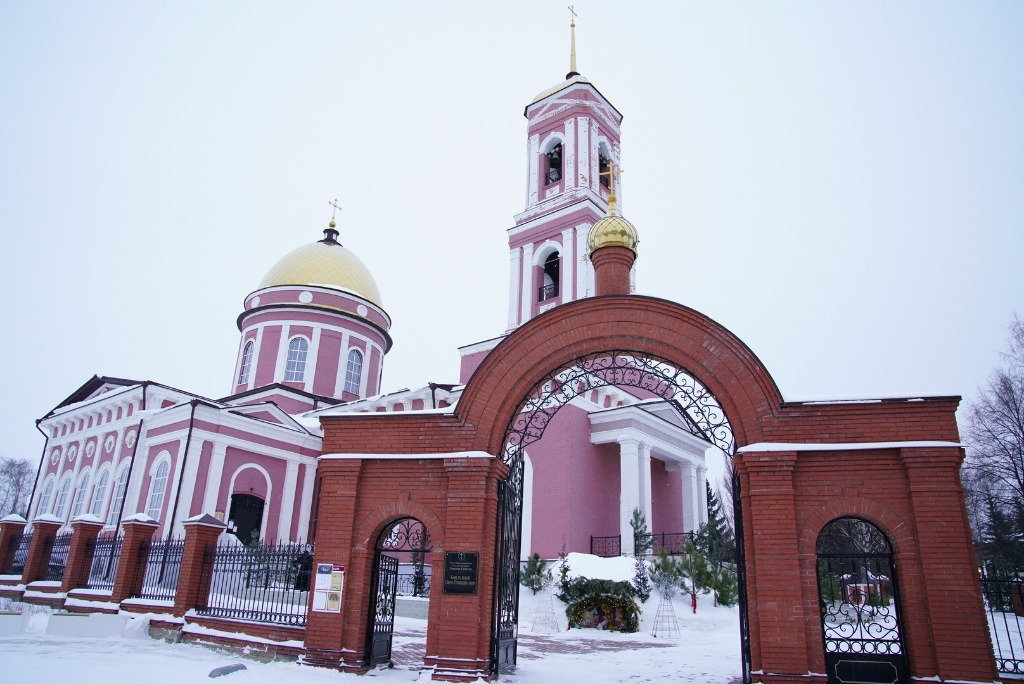
Framsidan och ingången.
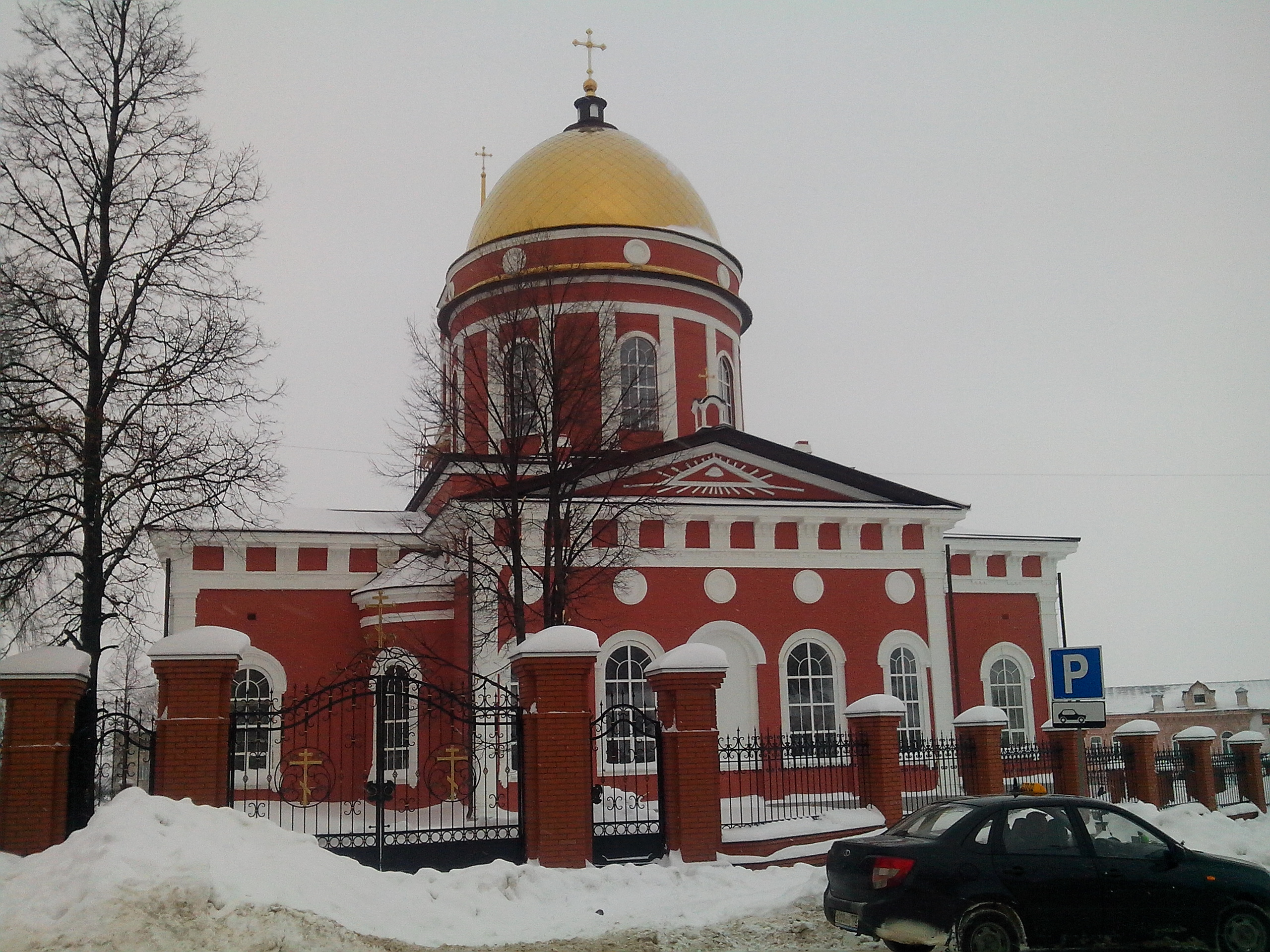
Baksidan.
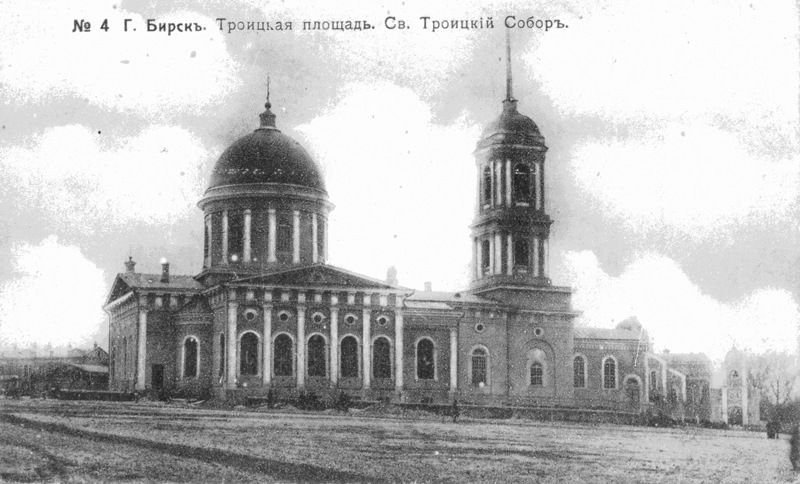
Bild på kyrkan mellan år 1910 och 1915.